# Lista statelor din Europa
Aceasta este o listă a statelor actuale din Europa, clasificate după suprafață și mărimea populației.

## State independente din Europa
| Denumire              | Populație   | Densitate | Suprafață      | Capitala         | Religie                     | Limba                                   |
| --------------------- | ----------- | --------- | -------------- | ---------------- | --------------------------- | --------------------------------------- |
| Albania               | 2.831.741   | 111       | 28.748 km²     | Tirana           | Musulmană                   | Albaneză                                |
| Andorra               | 85.852      | 181       | 476 km²        | Andorra la Vella | Creștină catolică           | Catalană                                |
| Anglia                | 53.012.412  | 406       | 130.395 km²    | Londra           | Creștină catolică/Anglicană | Engleză                                 |
| Armenia               | 3.262.200   | 101       | 29.743 km²     | Erevan           | Apostolică armeană          | Armeană                                 |
| Azerbaidjan           | 9.494.460   | 105       | 86.600 km²     | Baku             | Musulmană                   | Azeră                                   |
| Austria               | 8.460.390   | 101       | 83.879 km²     | Viena            | Creștină catolică           | Germană bavariană                       |
| Belarus               | 9.503.807   | 45        | 207.595 km²    | Minsk            | Creștină ortodoxă           | Belarusă                                |
| Belgia                | 11.071.483  | 362       | 30.528 km²     | Bruxelles        | Creștină catolică/Reformată | Franceză, neerlandeză, germană, valonă  |
| Bosnia și Herțegovina | 3.839.737   | 75        | 51.129 km²     | Sarajevo         | Creștină ortodoxă           | Bosniacă                                |
| Bulgaria              | 7.351.234   | 66        | 110.910 km²    | Sofia            | Creștină ortodoxă           | Bulgară                                 |
| Cehia                 | 10.230.060  | 134       | 78.866 km²     | Praga            | Creștină catolică           | Cehă                                    |
| Cipru                 | 838.897     | 118       | 9.253 km²      | Nicosia          | Creștină ortodoxă           | Greacă                                  |
| Croația               | 4.483.804   | 75        | 56.542 km²     | Zagreb           | Creștină ortodoxă           | Croată                                  |
| Danemarca             | 5.580.516   | 129       | 43.094 km²     | Copenhaga        | Creștină catolică/Reformată | Daneză                                  |
| Elveția               | 7.952.600   | 192       | 41.285 km²     | Berna            | Creștină catolică/Reformată | Franceză, germană, italiană, retoromană |
| Estonia               | 1.294.455   | 29        | 45.226 km²     | Tallinn          | Creștină catolică           | Estonă                                  |
| Finlanda              | 5.421.827   | 16        | 338.432 km²    | Helsinki         | Creștină catolică           | Finlandeză                              |
| Franța                | 63.350.000  | 103       | 674.843 km²    | Paris            | Creștină catolică           | Franceză, occitană                      |
| Georgia               | 4.483.800   | 70        | 69.700 km²     | Tbilisi          | Creștină ortodoxă           | Georgiană                               |
| Germania              | 80.399.300  | 225       | 357.121 km²    | Berlin           | Creștină catolică/Reformată | Germană                                 |
| Grecia                | 11.305.118  | 85        | 131.990 km²    | Atena            | Creștină ortodoxă           | Greacă                                  |
| Irlanda               | 4.588.252   | 65        | 70.273 km²     | Dublin           | Creștină catolică/Anglicană | Engleză, irlandeză                      |
| Islanda               | 320.060     | 3         | 103.001 km²    | Reykjavik        | Creștină catolică/Reformată | Islandeză                               |
| Italia                | 60.776.053  | 201       | 301.340 km²    | Roma             | Creștină catolică           | Italiană, ladină                        |
| Lituania              | 2.966.954   | 50        | 65.200 km²     | Vilnius          | Creștină catolică           | Lituaniană                              |
| Letonia               | 2.217.00    | 34        | 64.589 km²     | Riga             | Creștină catolică           | Letonă                                  |
| Liechtenstein         | 36.467      | 227       | 160 km²        | Vaduz            | Creștină catolică/Reformată | Germană                                 |
| Luxemburg             | 537.853     | 198       | 2.586 km²      | Luxemburg        | Creștină catolică/Reformată | Luxemburgheză                           |
| Monaco                | 35.986      | 18.175    | 2 km²          | Monaco           | Creștină catolică           | Franceză                                |
| Malta                 | 452.515     | 1.431     | 316 km²        | Valleta          | Creștină catolică/Musulmană | Malteză, engleză                        |
| Muntenegru            | 625.266     | 45        | 13.812 km²     | Podgorița        | Creștină ortodoxă           | Muntenegreană                           |
| Norvegia              | 5.009.150   | 13        | 385.252 km²    | Oslo             | Creștină catolică/Reformată | Norvegiană                              |
| Țările de Jos         | 16.787.689  | 404       | 41.543 km²     | Amsterdam        | Creștină catolică/Reformată | Neerlandeză, frizonă                    |
| Polonia               | 38.544.513  | 123       | 312.679 km²    | Varșovia         | Creștină catolică           | Poloneză                                |
| Portugalia            | 10.570.803  | 115       | 92.391 km²     | Lisabona         | Creștină catolică           | Portugheză                              |
| Macedonia de Nord     | 2.058.539   | 80        | 25.713 km²     | Skopje           | Creștină ortodoxă           | Macedoneană                             |
| Republica Moldova     | 3.559.497   | 102       | 33.843 km²     | Chișinău         | Creștină ortodoxă           | Română                                  |
| România               | 20.121.641  | 84        | 238.391 km²    | București        | Creștină ortodoxă           | Română                                  |
| Regatul Unit          | 63.181.775  | 263       | 243.610 km²    | Londra           | Creștină catolică/Anglicană | Engleză, scoțiană, galeză, manx         |
| Rusia                 | 143.400.000 | 8         | 17.075.200 km² | Moscova          | Creștină ortodoxă           | Rusă                                    |
| Serbia                | 7.120.666   | 91        | 88.361 km²     | Belgrad          | Creștină ortodoxă           | Sârbă                                   |
| San Marino            | 32.193      | 526       | 61 km²         | San Marino       | Creștină catolică           | Italiană                                |
| Scoția                | 5.295.000   | 67        | 78.772 km²     | Edinburgh        | Creștină catolică/Anglicană | Scoțiană                                |
| Slovenia              | 2.050.189   | 101       | 20.273 km²     | Ljubljana        | Creștină ortodoxă           | Slovenă                                 |
| Slovacia              | 5.414.937   | 111       | 48.845 km²     | Bratislava       | Creștină catolică           | Slovacă                                 |
| Spania                | 47.190.493  | 92        | 504.645 km²    | Madrid           | Creștină catolică           | Spaniolă                                |
| Suedia                | 9.573.466   | 21        | 449.964 km²    | Stockholm        | Creștină catolică/Reformată | Suedeză                                 |
| Țara Galilor          | 3.063.456   | 147       | 20.779 km²     | Cardiff          | Creștină catolică/Anglicană | Galeză                                  |
| Turcia                | 75.627.384  | 101       | 780.580 km²    | Ankara           | Musulmană                   | Turcă                                   |
| Ucraina               | 44.854.065  | 74        | 603.628 km²    | Kiev             | Creștină ortodoxă           | Ucraineană                              |
| Ungaria               | 9.906.000   | 107       | 93.030 km²     | Budapesta        | Reformată                   | Maghiară                                |
| Vatican               | 832         | 1.877     | 0,44 km²       | Vatican          | Creștină catolică           | Italiană                                |

## State parțial recunoscute
| Denumire                           | Populație | Suprafață  | Capitala    |
| ---------------------------------- | --------- | ---------- | ----------- |
| Abhazia                            | 250.000   | 8.600 km²  | Suhumi      |
| Kosovo                             | 1.859.203 | 10.908 km² | Priștina    |
| Osetia de Sud                      | 72.000    | 3.900 km²  | Țhinvali    |
| Nagorno-Karabah                    | 120.000   | 11.458 km² | Stepanakert |
| Republica Turcă a Ciprului de Nord | 286.257   | 3.335 km²  | Lefkoșa     |
| Sealand                            | 3         | 1 km       | Sealand     |

## State nesuverane
| Denumire      | Populație | Suprafață     | Capitala      | Administrată      |
| ------------- | --------- | ------------- | ------------- | ----------------- |
| Gibraltar     | 29.431    | 6,08 km²      | Gibraltar     | Regatul Unit      |
| Groenlanda    | 57.100    | 2.166.086 km² | Nuuk          | Danemarca         |
| Guernsey      | 66.000    | 78 km²        | St Peter Port | Regatul Unit      |
| Muntele Athos | 157.200   | 335 km²       | Kareia        | Grecia            |
| Transnistria  | 505.153   | 4.163 km²     | Tiraspol      | Republica Moldova |
| Voivodina     | 2.031.992 | 21.506 km²    | Novi Sad      | Serbia            |

## State insulare nesuverane
| Denumire       | Populație | Suprafață | Capitala     | Administrată |
| -------------- | --------- | --------- | ------------ | ------------ |
| Insulele Åland | 30.000    | 1.553 km² | Mariehamn    | Finlanda     |
| Insulele Feroe | 49.267    | 1.339 km² | Torshavn     | Danemarca    |
| Insula Jersey  | 97.857    | 116 km²   | Saint Helier | Regatul Unit |
| Insula Madeira | 267.302   | 801 km²   | Funchal      | Portugalia   |
| Insula Man     | 84.497    | 572 km²   | Douglas      | Regatul Unit |

Notă: La clasamente Anglia, Țara Galilor și Scoția nu vor fi luate în considerație deoarece formează Marea Britanie.

## Clasament după mărime (km²)
Locul 1-  Rusia          17.098.242
Locul 2-  Kazahstan    2.724.900
Locul 3-  Groenlanda   2.166.086
Locul 4-  Turcia               783.562
Locul 5-  Franța               640.679
Locul 6-  Ucraina             603.500
Locul 7-  Spania               505.992
Locul 8-  Suedia               450.295
Locul 9-  Germania          357.114
Locul 10-  Finlanda           338.424
Locul 11-  Norvegia          323.802
Locul 12-  Polonia             312.679
Locul 13-  Italia                  301.336
Locul 14-  Regatul Unit       242.900
Locul 15-  România            238.391
Locul 16-  Belarus              207.600
Locul 17-  Grecia                 131.990
Locul 18-  Bulgaria              110.879
Locul 19-  Islanda                103.000
Locul 20-  Ungaria               93.028
Locul 21-  Portugalia           92.090
Locul 22-  Serbia                 88.361
Locul 23-  Azerbaidjan         86.600
Locul 24-  Austria                 83.871
Locul 25-  Cehia                    78.866
Locul 26-  Irlanda                  70.273
Locul 27-  Georgia                 69.700
Locul 28-  Lituania                 65.300
Locul 29-  Letonia                  64.559
Locul 30-  Croația                  56.594

## Clasament după populație
Locul 1-  Rusia                  143.400.000
Locul 2-  Germania                   81.292.400
Locul 3-  Turcia                   75.627.384
Locul 4-  Franța                   65.744.000
Locul 5-  Regatul Unit          63.705.000
Locul 6-  Italia                   59.704.082
Locul 7-  Spania                   46.704.314
Locul 8-  Ucraina                   45.480.315
Locul 9-  Polonia                   38.533.299
Locul 10-  România                  20.121.641
Locul 10-  Kazahstan            17.053.000
Locul 11-  Țările de Jos         16.799.800
Locul 12-  Belgia                    11.157.425
Locul 13-  Grecia                    10.815.197
Locul 14-  Portugalia              10.562.178
Locul 15-  Cehia                      10.512.900
Locul 16-  Ungaria                   9.906.000
Locul 17-  Suedia                     9.606.522
Locul 18-  Belarus                    9.459.800
Locul 19-  Azerbaidjan             9.235.100
Locul 20-  Austria                      8.464.554
Locul 21-  Elveția                       8.058.100
Locul 22-  Bulgaria                     7.282.041
Locul 23-  Serbia                       7.241.295
Locul 24-  Danemarca               5.608.784
Locul 25-  Finlanda                   5.439.741
Locul 26-  Slovacia                   5.410.728
Locul 27-  Norvegia                  5.077.798
Locul 28-  Irlanda                      4.585.400
Locul 29-  Georgia                    4.483.800